# Théorème de Buchdahl
Le théorème de Buchdahl (en anglais : Buchdahl theorem) est le théorème qui énonce qu'en relativité générale, la compacité maximale {\displaystyle C} d'un objet de fluide parfait, à symétrie sphérique et statique est : {\displaystyle C={\frac {GM}{Rc^{2}}}={\frac {4}{9}}}, où {\displaystyle M} et {\displaystyle R} sont respectivement la masse et le rayon de l'objet et où {\displaystyle G} et {\displaystyle c} sont respectivement la constante gravitationnelle et la vitesse de la lumière dans le vide. Le rayon {\displaystyle R={\frac {9GM}{4c^{2}}}} est dit rayon de Buchdahl. Ce théorème montre qu'en relativité générale, une boule de rayon fixé ne peut contenir qu'une masse limitée,. Un énoncé alternatif de ce théorème est que le décalage gravitationnel vers le rouge depuis la surface d'une étoile statique ne peut être supérieur à 2,,. Un corollaire de ce théorème est qu'en relativité générale, il existe un écart (gap) de compacité entre une étoile de fluide parfait et un trou noir dont la compacité est {\displaystyle C={\frac {1}{2}}}.

## Historique
En 1916, Karl Schwarzschild (1873-1919) publie successivement, deux métriques, solutions exactes de l'équation tensorielle fondamentale de la relativité générale d'Albert Einstein. Ensemble, elles permettent de modéliser le champ gravitationnel à l'extérieur, à la surface et à l'intérieur d'une étoile telle que le Soleil. L'étoile est modélisée comme une boule de fluide parfait à densité constante, c'est-à-dire incompressible. La métrique externe s'applique à l'extérieur de l'étoile ; la métrique interne, à l'intérieur de celle-ci. Les deux métrique sont raccordables à la surface de l'étoile. Schwarzschild met en évidence que le rayon de l'étoile doit être supérieur à 9⁄8 fois son rayon de Schwarzschild.
L'éponyme du théorème de Buchdahl, est Hans A. Buchdahl (en) (1919-2010) qui a mis l'inégalité en évidence en 1959,.

## Désignations alternatives
Le théorème de Buchdahl est aussi désigné comme l'inégalité de Buchdahl (en anglais : Buchdahl inequality) et comme la limite de Buchdahl (Buchdahl limit).

## Expressions
L'inégalité s'écrit :
{\displaystyle {\frac {2GM}{c^{2}R}}<{\frac {8}{9}}}
ou
{\displaystyle {\frac {GM}{c^{2}R}}<{\frac {4}{9}}},
avec :
- {\displaystyle M}, la masse de l'objet ;
- {\displaystyle R}, le rayon de l'objet ;
- {\displaystyle G}, la constante gravitationnelle ;
- {\displaystyle c}, la vitesse de la lumière dans le vide.

En unités géométriques, c'est-à-dire avec :
{\displaystyle c=G=1},
l'inégalité s'écrit :
{\displaystyle {\frac {2M}{R}}<{\frac {8}{9}}},
ou
{\displaystyle {\frac {M}{R}}<{\frac {4}{9}}}.
Un objet qui ne vérifie pas la relation s'effondre gravitationnellement.

## Hypothèses
Le théorème est basé sur les hypothèses suivantes : l'étoile est statique et à symétrique sphérique ; son intérieur est décrit par un fluide parfait de densité d'énergie {\displaystyle \epsilon } positive et de pression {\displaystyle p} positive, et dont la densité d'énergie est une fonction monotone décroissante de la coordonnée radiale {\displaystyle r} :
{\displaystyle \epsilon \geq 0,\qquad p\geq 0,\qquad {\frac {\mathrm {d} \epsilon }{\mathrm {d} r}}\leq 0}.

## Extensions
Le théorème a été étendu afin d'inclure à la fois une charge et une constante cosmologique. Il a été étendu à des espaces-temps de plus de quatre dimensions incluant une constante cosmologique non nulle. Il a été généralisé en gravitation en {\displaystyle f(R)}.

#### Publications originales
- [Schwarzschild 1916a] (de) Karl Schwarzschild, « Über das Gravitationsfeld eines Massenpunktes nach der Einsteinschen Theorie » [« Sur le champ gravitationnel d'une masse ponctuelle selon la théorie d'Einstein »], Sitzungsberichte der Königlich Preußischen Akademie der Wissenschaften,‎ 3 février 1916, p. 189-196 (OCLC 1181956000, Bibcode 1916SPAW.......189S, lire sur Wikisource, lire en ligne).
- [Schwarzschild 1916b] (de) Karl Schwarzschild, « Über das Gravitationsfeld einer Kugel aus inkompressibler Flüssigkeit nach der Einsteinschen Theorie » [« Sur le champ gravitationnel d'une sphère de fluide incompressible selon la théorie d'Einstein »], Sitzungsberichte der Königlich Preussischen Akademie der Wissenschaften,‎ mars 1916, p. 424-434 (OCLC 1181956496, Bibcode 1916skpa.conf..424S, lire sur Wikisource, lire en ligne).
- [Buchdahl 1959] (en) Hans A. Buchdahl, « General relativistic fluid spheres », Phys. Rev., 2e série, vol. 116, no 4,‎ 15 nov. 1959, p. 1027-1034 (OCLC 4644587153, DOI 10.1103/PhysRev.116.1027, Bibcode 1959PhRv..116.1027B, résumé).

#### Études
- [Alho et al. 2022] (en) Artur Alho, José Natário, Paolo Pani et Guilherme Raposo, « Compactness bounds in general relativity » [« Limites de compacité en relativité générale »], Physical Review D, vol. 106, no 4,‎ 15 août 2022, article no L041502 (OCLC 9575169596, DOI 10.1103/PhysRevD.106.L041502, Bibcode 2022PhRvD.106d1502A, arXiv 2202.00043, S2CID 246441877, résumé, lire en ligne  [PDF]).
- [André et Lemos 2021] (en) Rui André et José P. S. Lemos, « Thermodynamics of {\displaystyle d}-dimensional Schwarzschild black holes in the canonical ensemble », Physical Review D, vol. 103, no 6,‎ mars 2021, article no 064069 (DOI 10.1103/PhysRevD.103.064069, Bibcode 2021PhRvD.103f4069A, arXiv 2101.11010, S2CID 219792017, résumé, lire en ligne  [PDF]).
- [Beig et Schmidt 2000] (en) Robert Beig et Bernd Schmidt, « Time-independent gravitational fields », dans Bernd G. Schmidt (éd.), Einstein's field equations and their physical implications : selected essays in honour of Jürgen Ehlers, Berlin et Heidelberg, Springer, coll. « Lecture notes in physics » (no 540), février 2000 (réimpr. décembre 2010), 1re éd., XIII-433 p., 15,6 × 23,4 cm (ISBN 978-3-540-67073-5 et 978-3-642-08637-3, OCLC 490408208, BNF 44691503, DOI 10.1007/3-540-46580-4, Bibcode 2000LNP...540.....S, SUDOC 052238679, présentation en ligne), chap. 5, p. 325-372.
- [Chirenti, Posada et Guedes 2020] (en) Cecilia Chirenti, Camilo Posada et Victor Guedes, « Where is Love ? : tidal deformability in the black hole compactness limit », Classical and Quantum Gravity, vol. 37, no 19,‎ 8 octobre 2020, article no 195017 (OCLC 8661683862, DOI 10.1088/1361-6382/abb07a, Bibcode 2020CQGra..37s5017C, arXiv 2005.10794, S2CID 218763391, résumé, lire en ligne  [PDF]).
- [Lindblom 1984] (en) Lee Lindblom, « Limits on the gravitational redshift form neutron stars », The Astrophysical Journal, Part 1, vol. 278, no 1,‎ mars 1984, p. 364-368 (OCLC 4650418676, DOI 10.1086/161800, Bibcode 1984ApJ...278..364L, résumé, lire en ligne  [PDF]).
- [Wright 2016] (en) Matthew Wright, « Buchdahl's inequality in five dimensional Gauss-Bonnet gravity », General Relativity and Gravitation, vol. 48, no 7,‎ juillet 2016, article no 93 (OCLC 1185998778, DOI 10.1007/s10714-016-2091-9, Bibcode 2016GReGr..48...93W, MR 3512435, arXiv 1507.05560, S2CID 117433596, résumé, lire en ligne  [PDF]).

#### Cours d'enseignement supérieur
- [Ayres 2016] (en) Robert Ayres, Energy, complexity and wealth maximization, Cham, Springer, coll. « The frontiers collection », juillet 2016, 1re éd., XXV-593 p., 15,6 × 23,4 cm (ISBN 978-3-319-30544-8 et 978-3-319-80835-2, EAN 9783319305448, OCLC 1076586073, DOI 10.1007/978-3-319-30545-5, SUDOC 232385203, présentation en ligne, lire en ligne).
- [Ferrari, Gualtieri et Pani 2020] (en) Valeria Ferrari, Leonardo Gualtieri et Paolo Pani, General relativity and its applications : black holes, compact stars and gravitational waves [« La relativité générale et ses applications : trous noirs, étoiles compactes et ondes gravitationnelles »], Boca Raton, CRC Press, hors coll., décembre 2020, 1re éd., XVIII-475 p., 17,8 × 25,4 cm (ISBN 978-1-138-58977-3 et 978-0-367-62532-0, EAN 9781138589773, OCLC 1247682853, DOI 10.1201/9780429491405, SUDOC 255050844, présentation en ligne, lire en ligne).
- [Hobson, Efstathiou et Lasenby 2009] Michael P. Hobson, George Efstathiou et Anthony N. Lasenby (trad. de l'anglais américain par Loïc Villain, rév. par Richard Taillet), Relativité générale [« General relativity : an introduction for physicists »], Bruxelles, De Boeck Université, coll. « Physique », déc. 2009, 1re éd., 1 vol., XX-554, ill. et fig., 21,6 × 27,5 cm (ISBN 978-2-8041-0126-8, EAN 9782804101268, OCLC 690272413, BNF 42142174, SUDOC 140535705, présentation en ligne, lire en ligne), chap. 12, § 12.4  (« Théorème de Buchdahl »), p. 292-293.
- [Schutz 2009] (en) Bernard F. Schutz, A first course in general relativity [« Un premier cours de relativité générale »], Cambridge, CUP, hors coll., mai 2009 (réimpr. juin 2013), 2e éd. (1re éd. fév. 1985), 1 vol., XV-393, ill. et fig., 19,5 × 25,2 cm (ISBN 978-0-521-88705-2, EAN 9780521887052, OCLC 495415384, DOI 10.1017/CBO9780511984181, Bibcode 2009fcgr.book.....S, SUDOC 134041208, présentation en ligne, lire en ligne), chap. 10, § 10.7, s.v. Buchdahl's theorem, p. 269.
- [Steane 2021] (en) Andrew M. Steane, Relativity made relatively easy, t. II : General relativity and cosmology, Oxford, OUP, novembre 2021, 1re éd., XIV-494 p., 18,9 × 24,6 cm (ISBN 978-0-19-289564-6 et 978-0-19-289354-3, EAN 9780192895646, OCLC 1390586632, DOI 10.1093/oso/9780192895646.001.0001, Bibcode 2021rmre.book.....S, SUDOC 255661223, résumé, présentation en ligne, lire en ligne).

#### Dictionnaires et encyclopédies
- [Bičák 2006] (en) Jiří Bičák, « Einstein equations : exact solutions », dans Jean-Pierre Françoise, Gregory L. Naber et Tsou Sheung Tsun (éd.), Encyclopedia of mathematical physics, t. II : D-H, Amsterdam, Academic Press, mai 2006, 1re éd. (ISBN 0-12-512662-X, OCLC 492522898, BNF 40188774, SUDOC 10941392X, présentation en ligne), p. 165-173 (OCLC 697750906, DOI 10.1016/B0-12-512666-2/00057-2, Bibcode 2006gr.qc.....4102B, arXiv gr-qc/0604102, S2CID 15750859).
- [Taillet, Villain et Febvre 2018] Richard Taillet, Loïc Villain et Pascal Febvre, Dictionnaire de physique, Louvain-la-Neuve, De Boeck Supérieur, hors coll., janvier 2018, 4e éd. (1re éd. mai 2008), X-956 p., 17 × 24 cm (ISBN 978-2-8073-0744-5, EAN 9782807307445, OCLC 1022951339, BNF 45646901, SUDOC 224228161, présentation en ligne, lire en ligne), s.v. Buchdahl (théorème de), p. 93, col. 2.